# Sharks d'Antibes
Los Sharks d'Antibes (es:Tiburones de Antibes), conocidos hasta 2012 como el Olympique d'Antibes Juan-les-Pins Côte d'Azur Basket, es un equipo de baloncesto francés con sede en la ciudad de Antibes, en la región de Provenza-Alpes-Costa Azul, que compite en la Pro B, la segunda competición de su país. Disputa sus partidos en el Azur Arena Antibes, con capacidad para 5.249 espectadores.

## Historia

### Los inicios (1933-1982)
El baloncesto tuvo un gran auge en Antibes en los años 1950 y 1960. En 1970, el equipo ganó por primera vez en su historia la Nationale 1 (1ª división del baloncesto francés), gracias a jugadores excepcionales como Jean-Claude Bonato, Dan Rodriguez y Jacques Cachemire.
A principios de los años 1980, el Antibes tuvo dos temporadas discretas, terminando noveno en 1981 y séptimo en 1982.

### La época dorada (1982-1996)
En 1984, el equipo dirigido por el técnico yugoslavo Djordje Andrijašević, fue subcampeón de la Nationale 1 y logró llegar a las semifinales de la Copa Korać (anteriormente la 2ª competición europea). En esa temporada (1983-1984) pasaron por el club jugadores de renombre como el francés Daniel Haquet y los estadounidenses Bob Morse, Allen Bunting y Harold Johnson, que finalizó la temporada como mejor reboteador de la Nationale 1, con una media de 11.8 rebotes por partido.
En 1986, el Antibes volvió a llegar a las semifinales de la Copa Korać y Allen Bunting fue elegido mejor defensor de la Nationale 1 1985-1986.
Tras la marcha de Djordje Andrijašević al Caen Basket Club, Jean-Claude Bonato entrenó al equipo durante dos temporadas antes de dar paso a Jacques Monclar. En 1987, el alero estadounidense Bill Varner fue elegido MVP de la temporada.
A principios de los años 1990, el Antibes dominó el baloncesto francés junto al CSP Limoges y al ÉB Pau-Orthez, ganando la Nationale 1A por segunda vez en su historia en 1991. Después de perder la final de la Pro A por 2-0 contra el CSP Limoges en 1994, el equipo se proclamó vencedor por tercera vez en su historia (y última hasta el momento) de la Pro A en 1995, además de alcanzar las semifinales de la Copa Saporta (anteriormente la 3ª competición europea), gracias a jugadores de la talla de Laurent Foirest, Willie Redden y Micheal Ray Richardson. En 1996, el equipo finalizó cuarto en temporada regular, siendo eliminado en la semifinales de los play-offs por el ÉB Pau-Orthez. Esta fue la última gran temporada del club antes de un gran período de fracasos.

### Descensos y una reconstrucción complicada (1996-2012)
Entre 1996 y 2001, el club ya no logró ni clasificarse para los play-offs de la Pro A. En 2002, a pesar de haber conseguido apoyo deportivo, el equipo fue descendido por falta de garantías económicas. Posteriormente, el club vivió años difíciles en la Pro B (2ª división del baloncesto francés). 
En 2006, se dio un nuevo impulso para relanzar el club, pero debido a la reducción del número de equipos en la Pro B, el club fue descendido a la NM1 (3ª división del baloncesto francés) a pesar de haber quedado decimosexto Desde el inicio de la temporada (2007-2008), el Antibes impuso su estilo de juego consiguiendo bastantes victorias. A dos partidos del final de temporada, el equipo se coronó campeón de la NM1 por primera vez en su historia, tras derrotar al Toulouges en la salle Jean-Bunoz por 81-58, obteniendo el galardón de equipo fair-play de la temporada (incluye todas las competiciones del baloncesto francés).
El regreso a la Pro B fue complicado, ya que el equipo se instaló en la parte baja de la clasificación durante cuatro temporadas, evitando por poco el descenso en 2010.

### El renacimiento (desde 2012)
Para la temporada 2012-2013, el equipo tenía nuevas ambiciones en una Pro B donde los favoritos era el ÉB Pau-Orthez, Hyères-Toulon Var Basket (ambos recién descendidos de la Pro A), y el JL Bourg Basket. El club finalizó quinto en temporada regular. En los cuartos de final de los play-offs, el equipo vencieron por 2-1 en una eliminatoria muy igualada al S.O.M. Boulogne. En semifinales de play-offs se enfrentaron al ÉB Pau-Orthez, que tenía su puesto asegurado en la Pro A para la siguiente temporada tras quedar primero en temporada regular. Después de ganar a domicilio el primer partido de la serie, los Sharks de Antibes dieron la sorpresa, tras volver a vencer en casa al ÉB Pau-Orthez tras dos prórrogas por 83-79, clasificándose de esta manera para la final, donde le esperaba el Champagne Châlons Reims Basket. Los Sharks de Antibes derrotaron en dos partidos al Champagne Châlons Reims Basket, 70-73 y 83-73, proclamándose campeones de la Pro B y regresando a la Pro A tras 11 años.
Los Sharks no lograron escapar de la zona de descenso en su regreso a la élite, tras quedar decimoctavo con un balance de 6-24 y contar con jugadores como Raphaël Desroses, Nicolas de Jong y el exjugador de la NBA Will Solomon. En febrero de 2014 hubo un cambio radical en la dirección del club, ya que Freddy Tacheny, era el nuevo accionista mayoritario y nombrado nuevo presidente del club. Frédéric Jouve fue nombrado vicepresidente y director general. La nueva dirección estuvo desarrollando el plan SHARKS 2020, que consistía en devolver este histórico club a la élite del baloncesto francés.
Los Sharks tuvieron una exitosa temporada 2014-2015, finalizando sexto en la Pro B y ganando el 22 de febrero de 2015, la primera edición de la Leaders Cup Pro B, lo que le clasificaba directamente para los play-offs de la Pro B, donde vencieron en la final al ASC Denain-Voltaire PH por 2-0, tras eliminar en cuartos de final por 2-1 al Nantes Basket Hermine y en semifinales también por 2-1 al ESSM Le Portel Côte d'Opale. Los Sharks regresaron de esta manera a la Pro A, tan sólo un año después de abandonarla.
En su regreso a la Pro A en la temporada 2016-2017, el equipo quedó decimosegundo y mantuvo holgadamente la categoría. Al año siguiente (temporada 2017-2018), los Sharks consiguieron salvar la categoría tras quedar decimosexto, pero tras quedar decimoctavo con un balance de 7-27 en la Jeep Élite 2018-19, el club descendió de nuevo a la Pro B, donde permanece en la actualidad.

## Trayectoria
| Temporada | Nivel | Liga       | Pos. | Resultado             | Copa de Francia  |
| --------- | ----- | ---------- | ---- | --------------------- | ---------------- |
| 2008–09   | 2     | Pro B      | 11.º | -                     | Octavos de final |
| 2009–10   | 2     | Pro B      | 16.º | -                     | Cuartos de final |
| 2010–11   | 2     | Pro B      | 14.º | -                     | Cuartos de final |
| 2011–12   | 2     | Pro B      | 11.º | -                     | 16.os de final   |
| 2012–13   | 2     | Pro B      | 5.º  | Campeonesplay-offs    | Octavos de final |
| 2013–14   | 1     | Pro A      | 16.º | Descenso              | 32avos de final  |
| 2014–15   | 2     | Pro B      | 6.º  | Campeonesplay-offs    | 16avos de final  |
| 2015–16   | 1     | Pro A      | 12.º | -                     | 16avos de final  |
| 2016–17   | 1     | Pro A      | 14.º | -                     | Semifinales      |
| 2017–18   | 1     | Pro A      | 16.º | -                     | 32avos de final  |
| 2018–19   | 1     | Jeep Élite | 18.º | Descenso              | Cuartos de final |
| 2019–20*  | 2     | Pro B      | 4.º  | -                     | 32avos de final  |
| 2020–21   | 2     | Pro B      | 17.º | -                     | 64avos de final  |
| 2021–22   | 2     | Pro B      | 6.º  | Subcampeonesplay-offs | 32avos de final  |
| 2022–23   | 2     | Pro B      | 6.º  | Cuartos de final      | Octavos de final |
| 2023–24   | 2     | Pro B      | 9.º  | -                     | 16avos de final  |

*La temporada fue cancelada debido a la pandemia del coronavirus.

## Sharks d'Antibes en competiciones europeas
Copa de Europa 1970-71
| 1.ª Ronda*     | Idrottafelag Reykjavik | Olympique d'Antibes | 0-20  | 20-0   |  |
| 2.ª Ronda      | Olympique d'Antibes    | AEK                 | 70-58 | 94-88  |  |
| Fase de grupos | AŠK Olimpija           | Olympique d'Antibes | 89-81 | 74-67  |  |
| Fase de grupos | Olympique d'Antibes    | Ignis Varese        | 70-81 | 95-65  |  |
| Fase de grupos | Olympique d'Antibes    | Slavia VŠ Praha     | 91-97 | 100-80 |  |

Copa Korać 1971-72
| Cuartos de final | Manresa La Casera | Olympique d'Antibes | 81-85 | 95-84 |  |
| Semifinales      | OKK Belgrado      | Olympique d'Antibes | 99-72 | 65-61 |  |

Recopa de Europa 1972-1973
| 1.ª Ronda | Csepel              | Olympique d'Antibes | 55-81 | 84-61 |  |
| 2.ª Ronda | Olympique d'Antibes | Joventut Schweppes  | 67-71 | 78-72 |  |

Copa Korać 1973-74
| 2.ª Ronda      | Kas Vitoria         | Olympique d'Antibes | 109-103 | 92-81 |  |
| Fase de grupos | Forst Cantù         | Olympique d'Antibes | 107-77  | 96-84 |  |
| Fase de grupos | Olympique d'Antibes | Barcelona           | 92-97   | 94-87 |  |

Copa Korać 1974-75
| 2.ª Ronda      | Olympique d'Antibes | YMCA España         | 106-82 | 81-74  |  |
| Fase de grupos | Barcelona           | Olympique d'Antibes | 104-77 | 93-107 |  |
| Fase de grupos | Olympique d'Antibes | Bosna               | 108-87 | 92-70  |  |
| Fase de grupos | Olympique d'Antibes | IBP Stella Azzurra  | 98-79  | 84-64  |  |

Copa Korać 1975-76
| Fase de grupos | Barcelona           | Olympique d'Antibes | 112-65 | 98-87  |
| Fase de grupos | Olympique d'Antibes | Hapoel Tel Aviv     | 101-76 | 106-75 |
| Fase de grupos | Olympique d'Antibes | Chinamartini Torino | 101-97 | 89-63  |

Copa Korać 1978-79
| 2.ª Ronda      | Askatuak            | Olympique d'Antibes | 79-74  | 118-79 |  |
| Fase de grupos | Olympique d'Antibes | Partizan            | 87-88  | 90-83  |  |
| Fase de grupos | Hapoel Haifa        | Olympique d'Antibes | 75-74  | 83-85  |  |
| Fase de grupos | Pagnossin Gorizia   | Olympique d'Antibes | 104-91 | 83-81  |  |

Copa Korać 1983-84
| 2.ª Ronda      | Assubel Mariembourg | Olympique d'Antibes     | 82-83 | 76-69 |  |
| Fase de grupos | Olympique d'Antibes | Sutton & Crystal Palace | 78-70 | 66-75 |  |
| Fase de grupos | Olympique d'Antibes | Carrera Venezia         | 77-71 | 71-72 |  |
| Fase de grupos | Maccabi Ramat Gan   | Olympique d'Antibes     | 95-84 | 80-79 |  |
| Semifinales    | ÉB Pau-Orthez       | Olympique d'Antibes     | 75-68 | 71-69 |  |

Copa Korać 1984-85
| 2.ª Ronda | Licor 43 | Olympique d'Antibes | 88-72 | 85-87 |  |

Copa Korać 1985-86
| 1.ª Ronda      | Hapoel Holon        | Olympique d'Antibes  | 74-62   | 79-60 |  |
| 2.ª Ronda      | Hagen               | Olympique d'Antibes  | 00-00** | 66-65 |  |
| Fase de grupos | Zadar               | Olympique d'Antibes  | 101-78  | 87-67 |  |
| Fase de grupos | Berloni Torino      | Olympique d'Antibes  | 89-78   | 92-71 |  |
| Fase de grupos | Olympique d'Antibes | PAOK                 | 90-83   | 67-88 |  |
| Semifinales    | Olympique d'Antibes | Banco di Roma Virtus | 69-78   | 83-75 |  |

Copa Korać 1986-87
| 2.ª Ronda      | Gin MG Sarria       | Olympique d'Antibes | 113-100 | 108-92 |  |
| Fase de grupos | Barcelona           | Olympique d'Antibes | 107-73  | 97-95  |  |
| Fase de grupos | Divarese Varese     | Olympique d'Antibes | 98-76   | 95-93  |  |
| Fase de grupos | Olympique d'Antibes | Jugoplastika        | 101-81  | 93-91  |  |

Copa Korać 1987-88
| 1.ª Ronda | Olympique d'Antibes | SMB Lausanne | 103-77 | 91-75   |  |
| 2.ª Ronda | Olympique d'Antibes | PAOK         | 82-98  | 111-107 |  |

Copa Korać 1990-91
| 1.ª Ronda | Beira-Mar     | Olympique d'Antibes | 81-77 | 105-96 |  |
| 2.ª Ronda | Panathinaikos | Olympique d'Antibes | 97-80 | 100-93 |  |

Liga Europea 1991-92
| 2.ª Ronda      | Benfica             | Olympique d'Antibes | 89-76   | 88-74  |  |
| Fase de grupos | Olympique d'Antibes | Barcelona           | 78-85   | 101-86 |  |
| Fase de grupos | Phonola Caserta     | Olympique d'Antibes | 97-102  | 95-86  |  |
| Fase de grupos | Maccabi Tel Aviv    | Olympique d'Antibes | 108-103 | 86-95  |  |
| Fase de grupos | Olympique d'Antibes | Cibona              | 93-100  | 105-99 |  |
| Fase de grupos | Knorr Bologna       | Olympique d'Antibes | 106-81  | 78-103 |  |
| Fase de grupos | Olympique d'Antibes | Slobodna Dalmacija  | 83-81   | 92-90  |  |
| Fase de grupos | Olympique d'Antibes | Kalev               | 119-114 | 112-98 |  |

Copa Korać 1992-93
| 2.ª Ronda***   | Çukurova Üniversitesi    | Olympique d'Antibes | 0-20  | 20-0   |  |
| 3.ª Ronda      | MOL Szolnoki Olajbányász | Olympique d'Antibes | 80-87 | 117-75 |  |
| Fase de grupos | Taugrés                  | Olympique d'Antibes | 96-89 | 105-96 |  |
| Fase de grupos | Virtus Roma              | Olympique d'Antibes | 97-94 | 82-70  |  |
| Fase de grupos | Olympique d'Antibes      | Chipita Panionios   | 71-68 | 101-87 |  |

Copa Korać 1993-94
| 2.ª Ronda        | Tonak Nový Jičín    | Olympique d'Antibes | 79-96  | 97-75  |  |
| 3.ª Ronda        | Lech Poznań         | Olympique d'Antibes | 93-104 | 118-61 |  |
| Fase de grupos   | Olympique d'Antibes | Elmar León          | 89-77  | 93-85  |  |
| Fase de grupos   | ALBA Berlín         | Olympique d'Antibes | 74-83  | 94-84  |  |
| Fase de grupos   | Olympique d'Antibes | Scavolini Pesaro    | 80-82  | 94-99  |  |
| Cuartos de Final | Recoaro Milano      | Olympique d'Antibes | 98-85  | 95-88  |  |

Liga Europea 1994-95
| 2.ª Ronda | CSKA Moscú | Olympique d'Antibes | 104-77 | 89-74 |  |

Copa de Europa 1994-95
| 3.ª Ronda      | Zagreb                | Olympique d'Antibes | 82-79  | 83-61  |       |  |
| Fase de grupos | Olympique d'Antibes   | Kiev                | 101-88 | 77-79  |       |  |
| Fase de grupos | Fidefinanz Bellinzona | Olympique d'Antibes | 53-76  | 85-62  |       |  |
| Fase de grupos | Maes-Flandria         | Olympique d'Antibes | 79-83  | 105-86 |       |  |
| Fase de grupos | Olympique d'Antibes   | Croatia Osiguranje  | 86-78  | 77-83  |       |  |
| Fase de grupos | Iraklis Aspis         | Olympique d'Antibes | 74-71  | 88-78  |       |  |
| Semifinales    | Benetton Treviso      | Olympique d'Antibes | 88-95  | 93-99  | 83-87 |  |

Liga Europea 1995-96
| Fase de grupos | Olympique d'Antibes | Unicaja             | 82-81 | 92-79 |
| Fase de grupos | Iraklis Aspis       | Olympique d'Antibes | 91-71 | 86-65 |
| Fase de grupos | Olympique d'Antibes | Benetton Treviso    | 73-65 | 95-84 |
| Fase de grupos | Ülker               | Olympique d'Antibes | 94-71 | 86-79 |
| Fase de grupos | Olympique d'Antibes | Olympiakos          | 97-89 | 98-83 |
| Fase de grupos | Olympique d'Antibes | Bayer 04 Leverkusen | 81-82 | 79-74 |
| Fase de grupos | CSKA Moscú          | Olympique d'Antibes | 91-69 | 72-68 |

Eurocopa 1996-97
| Fase de grupos         | Olympique d'Antibes     | Sankt Pölten        | 75-70 | 60-62 |  |
| Fase de grupos         | Bavaria Volltex Maribor | Olympique d'Antibes | 67-74 | 70-82 |  |
| Fase de grupos         | Olympique d'Antibes     | OKK Sloboda Tuzla   | 96-69 | 59-72 |  |
| Fase de grupos         | Žalgiris                | Olympique d'Antibes | 65-57 | 77-82 |  |
| Fase de grupos         | Olympique d'Antibes     | Zagreb              | 82-67 | 88-59 |  |
| Dieciseisavos de Final | Olympique d'Antibes     | ASK Riga            | 75-75 | 86-80 |  |

Copa Korać 1999-00
| Fase de grupos | Vacallo Win         | Olympique d'Antibes | 62-51 | 65-70 |
| Fase de grupos | Casademont Girona   | Olympique d'Antibes | 75-63 | 83-88 |
| Fase de grupos | Olympique d'Antibes | Brother Gent        | 75-71 | 81-86 |

* Idrottafelag Reykjavik renunció antes del partido de ida, por lo que el Olympique d'Antibes recibió un marcador de 20-0 en ambos partidos.
** El partido de ida fue suspendido en el minuto 9 (cuando Olympique Antibes ganaba 14-17) cuando uno de los tableros de la pista del Hagen se rompió; aunque fue rápidamente reemplazado, se mostró inadecuado y los árbitros suspendieron el partido. Más tarde, la FIBA decidió que la eliminatoria se resolviera a un partido único en Antibes.
*** Çukurova Üniversitesi se retiró antes del partido de ida, recibiendo el Olympique d'Antibes un marcador de 20-0 en ambos partidos.

## Palmarés

### Liga
- Pro A

-   -  Campeones (3): 1970, 1991, 1995

-   - Subcampeones (3): 1984, 1990, 1994

- Pro B

-   -  Campeones (3): 1951, 1968, 2013
  -  Campeones Play-Offs (1): 2015

-   - Subcampeones Play-Offs (1): 2022

- NM1

-   -  Campeones (1): 2008

### Copa
- Leaders Cup Pro B

-   -  Campeones (1): 2015

-   - Subcampeones (1): 2020

### Otro trofeos y distinciones
- Equipo fair-play de la temporada

-   -  Campeones (1): 2008

## Pabellones
| - 1951 - 1991 : Salle Salusse-Santoni (1.300 espectadores) - 1991 - 2009 : Salle Jean Bunoz (5.051 espectadores) - desde 2013 : Azur Arena Antibes (5.249 espectadores) |

## Entrenadores
| - 1969 - 1977 : Egon Steuer - 1977 - 1986 : / Ðorđe Andrijašević - 1986 - 1988 : Jean-Claude Bonato - 1988 - 1996 : Jacques Monclar - 1996 - 1997 : Serge Provillard - 1997 - 1998 : Hervé Dubuisson - 1998 - 1999 : Michel Gomez - 1999 - 2002 : Jacques Monclar - 2002 - 2005 : Serge Provillard - 2005 - 2006 : Stéphane Ostrowski - 2006 - 2007 : Joël Delaby |  | - 2007 - 2011 : / Savo Vučević - 2011 - 2012 : Julien Espinosa - 2012 - marzo 2013 : Alain Weisz - marzo 2013 - octubre 2013 : Julien Espinosa - octubre 2013 - diciembre 2013 : Jean-Aimé Toupane - diciembre 2013 - 2019 : Julien Espinosa - 2019-2020 : Nikola Antić - 2020-2021 : / Anthony Stanford - febrero 2021 - diciembre 2023 : Daniel Goethals - desde diciembre de 2023 : / J.D. Jackson |

## Números retirados
| N.º | Jugador  | Posición        | Período   | Día de la ceremonia |
| --- | -------- | --------------- | --------- | ------------------- |
| #4  | Tim Blue | Alero-Ala-pívot | 2012-2020 | 10 de marzo de 2022 |

## Jugadores destacados
| - Sacha Massot (2010-2011) - Mouphtaou Yarou (2017-2018) - Alfred Aboya (2009) - Roko Leni Ukić (2019-2020) - Ivo Kresta (2004-2006) - Quique Villalobos (1999-2000) - Carl Lindbom (2021) - Georgy Adams (1985-1993, 1999) - Philippe Baillet - Lesly Bengaber (2004-2006, 2010-2013, 2014-2015) - Jean-Claude Bonato (1962-1964, 1965-1979) - Yann Bonato (1991-1993) - Mathieu Boyer (2023-2024) - Jacques Cachemire (1969-1979) - Isaïa Cordinier (2012-2014, 2016-2019) - Boris Dallo (2015-2016) - Julien Doreau (2007-2010) - Hervé Dubuisson (1980-1982) - Moustapha Fall (2015-2016) - Laurent Foirest (1989-1996) - Daniel Haquet (1982-1986, 1988-1992) - Steeve Ho You Fat (2009-2011) - Jean-Claude Lefebvre (1961-1964) - Timothé Luwawu-Cabarrot (2012-2015) |  | - Yann Mollinari (1993-2002, 2007-2010) - Benjamin Monclar (2011-2013, 2021-2024) - Jacques Monclar (1988-1989) - Romuald Morency (2019-2020) - Frédéric N'Kembe (2006-2007) - Hugues Occansey (1988-1993) - Stéphane Ostrowski (1992-1995, 1998-1999, 2001-2005) - Jean-Marc Pansa (2020-2023) - Zacharie Perrin (2021-2022, 2023-2024) - Ferdinand Prenom (2011-2012) - Thierry Rupert (1997-1999) - Luc-Arthur Vebobe (2009-2011, 2014-2015) - Steve Bucknall (2004-2005) - Paulius Dambrauskas (2021) - Vaidotas Pečiukas (2008-2009) - Yevgueni Kisurin (2005-2006) - Malick Badiane (2011) - Mouhamed Sené (2013) - Miloš Bojović (2010-2011) - Nikola Dačević (2001-2003) - Zoran Sretenović (1992-1993) - Jeff Allen (2011-2012) - Jerel Blassingame (2017-2019) - Tim Blue (2012-2020) - Cecil Brown (2011-2012) - Paul Carter (2015-2016) - Norris Coleman (1988-1989) |  | - Rick Cornett (2007-2008) - Henry Fields (1968-1971) - Jason Fontenet (2013) - Danny Gipson (2018) - Garlon Green (2023-) - Darnell Harris (2009-2010) - Tyler Harvey (2017-2018) - Anthony Hilliard (2012-2014) - Trevor Huffman (2011-2014) - Frank Johnson (1991-1992) - Harold Johnson (1983-1984) - Lee Johnson (1989-1993) - Reggie Johnson (2021-2022) - Gabe Kennedy (2008-2009) - Torrell Martin (2013) - Bob Morse (1981-1984) - Eric Nottage (2021) - Larry O'Bannon (2013-2014) - Roger Phegley (1984-1985) - Xavier Pollard (2022-2023) |  | - Micheal Ray Richardson (1994-1997, 2001) - David Rivers (1993-1995, 2003-2004) - Vincent Sanford (2017-2018) - Brad Sellers (1998) - Tre Simmons (2016) - Will Solomon (2013-2017) - Robert Smith (1989-1992) - Stevin Smith (2000-2001) - Byron Wesley (2020-2021) - Tony White (1995-1996) - Jeff Wilkins (1986-1987) - Tarvis Williams (2005-2006) - Duane Woodward (1999-2000) - / Lennox McCoy (2006-2007) - / Max Kouguere (2009-2010, 2016-2019) - / Nobel Boungou Colo (2022-2023) - / J.D. Jackson (1997-1999) - / Samir Gbetkom (2023) - / Alaa Abdelnaby (1997-1998) - / Miloud Doubal (1999-2004, 2007-2010) - / Frédéric Bourdillon (2014-2017) - / Sadio Doucouré (2019-2021) |  | - / Moussa Badiane (2012-2013) - / David Ramseier (2010-2011) - / Matthew Bryan-Amaning (2013-2014) - / Bill Varner (1986-1987) - / Bubu Palo (2023-) - / Allen Bunting (1982-1988) - / Shaun Fein (2012-2014) - / Justin Ingram (2010-2011) - / Willie Redden (1994-1997) - / Billy Williams (1993-1998) - / John McCord (2008-2009) - / Taurean Green (2018-2019) - / Timothy Derksen (2022-2023) - / Troy Ostler (2006-2007) - / Kennedy Winston (2014) - / Zaid Hearst (2019-2020) - / Chris Otule (2016-2017, 2018-2019) - / Temidayo Yussuf (2020-2023) |